# Łupawsko
Łupawsko (dodatkowa nazwa w j. kaszub. Łëpawskò) – wieś kaszubska w Polsce, położona w województwie pomorskim, w powiecie bytowskim, w gminie Czarna Dąbrówka, na Pojezierzu Bytowskim.
W latach 1975–1998 wieś administracyjnie należała do województwa słupskiego.
Wieś położona nad zachodnim brzegu jeziora Jasień w obszarze Parku Krajobrazowego Dolina Słupi. Wieś jest częścią składową sołectwa Jasień. Łupawsko leży przy trasie nieistniejącej już linii kolejowej (Lębork-Bytów).